# Бе-Верт (полуостров)
Бе-Верт (англ. Baie Verte Peninsula) — полуостров на севере канадского острова Ньюфаундленд (провинция Ньюфаундленд и Лабрадор). Название полуострова происходит от фр. Baie Verte (в переводе — «зелёный залив»).

## География

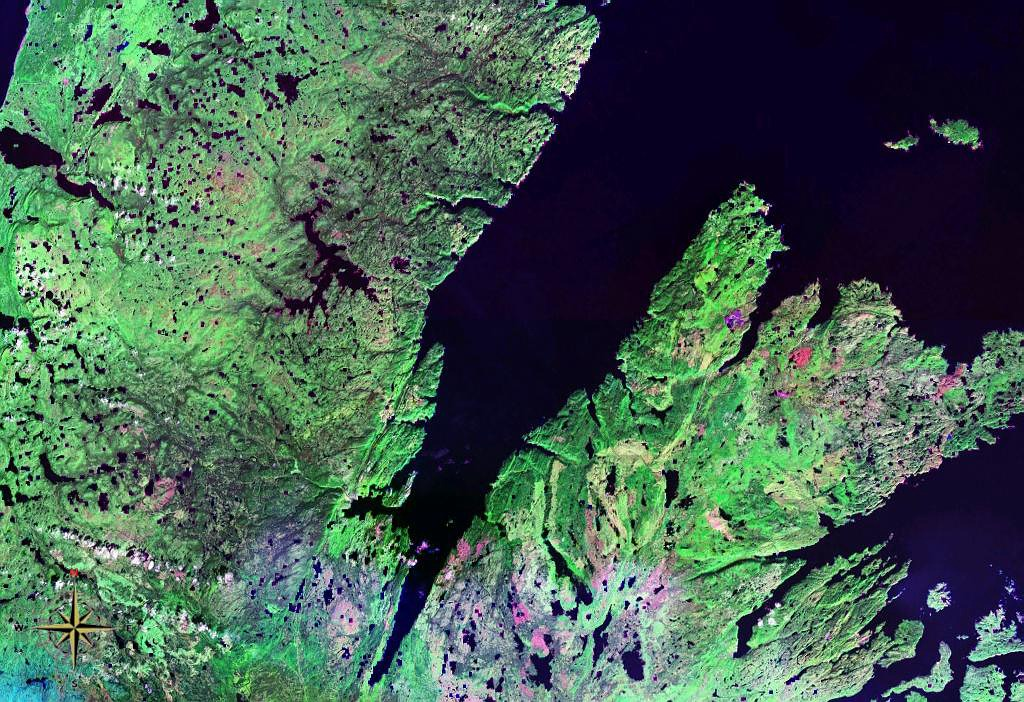
Залив Уайт-Бей (в центре) и полуостров Бе-Верт (в правой части) из космоса

Граница полуострова Бе-Верт проходит от южной оконечности залива Уайт-Бей вдоль его восточного берега, затем (в северной части) огибает мысы Партридж-Пойнт (Partridge Point) и Сент-Джон (Cape St. John) и далее продолжается на юго-запад, к бухте Грин-Бей (Green Bay), которая является частью залива Нотр-Дам.
Как правило, в состав территории, относящейся к полуострову Бе-Верт, также включают небольшой полуостров, примыкающий с восточной стороны и ограниченный бухтами Грин-Бей с запада и Холс-Бей (Halls Bay или Hall's Bay) с востока. Площадь определённого таким образом полуострова Бе-Верт составляет около 5180 км².
В северной части полуострова Бе-Верт, между мысами Партридж-Пойнт и Сент-Джон, находится одноимённая бухта Бе-Верт, у южной оконечности которой расположен небольшой город Бе-Верт, расположенный у бухты Холс-Бей, находится на Трансканадском шоссе. На полуострове Бе-Верт или в непосредственной близости от него также расположены населённые пункты Ла-Си, Робертс-Арм, Хампден, Сил-Ков, Кингс-Пойнт и Флер-де-Ли.

## История
В XVIII веке в районе залива Бе-Верт занимались промыслом французские рыбаки, базовым пунктом которых был Флер-де-Ли. В конце XVIII века к ним присоединились английские рыбаки. Постоянно проживающие на территории полуострова поселенцы стали появляться с 1760-х годов.
С 1864 года начался значительный рост населения, связанный с разработкой медных месторождений и созданием соответствующих предприятий (Тилт-Ков, Бертонс-Понд, Бетс-Ков и др.). Когда добыча меди прекратилась, жители стали заниматься рыболовством. В 1950-х годах в районе началась коммерческая заготовка древесины, которая обеспечила создание новых рабочих мест и развитие инфраструктуры. В 1981 году к северу полуострова была проложена железная дорога. Возобновилась добыча меди, также добывали асбест.

## Фотогалерея

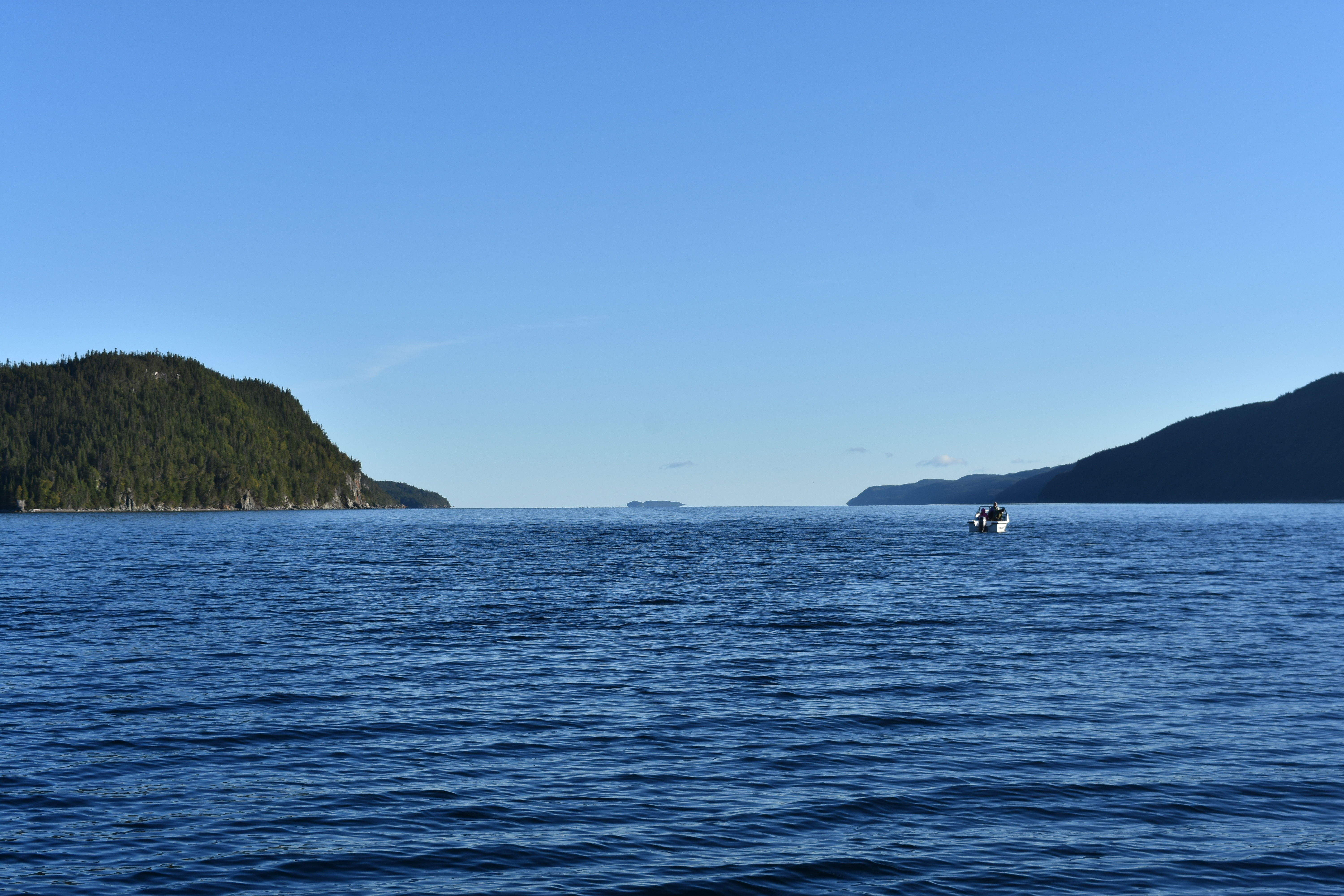
Уайт-Бей (справа — Бе-Верт)
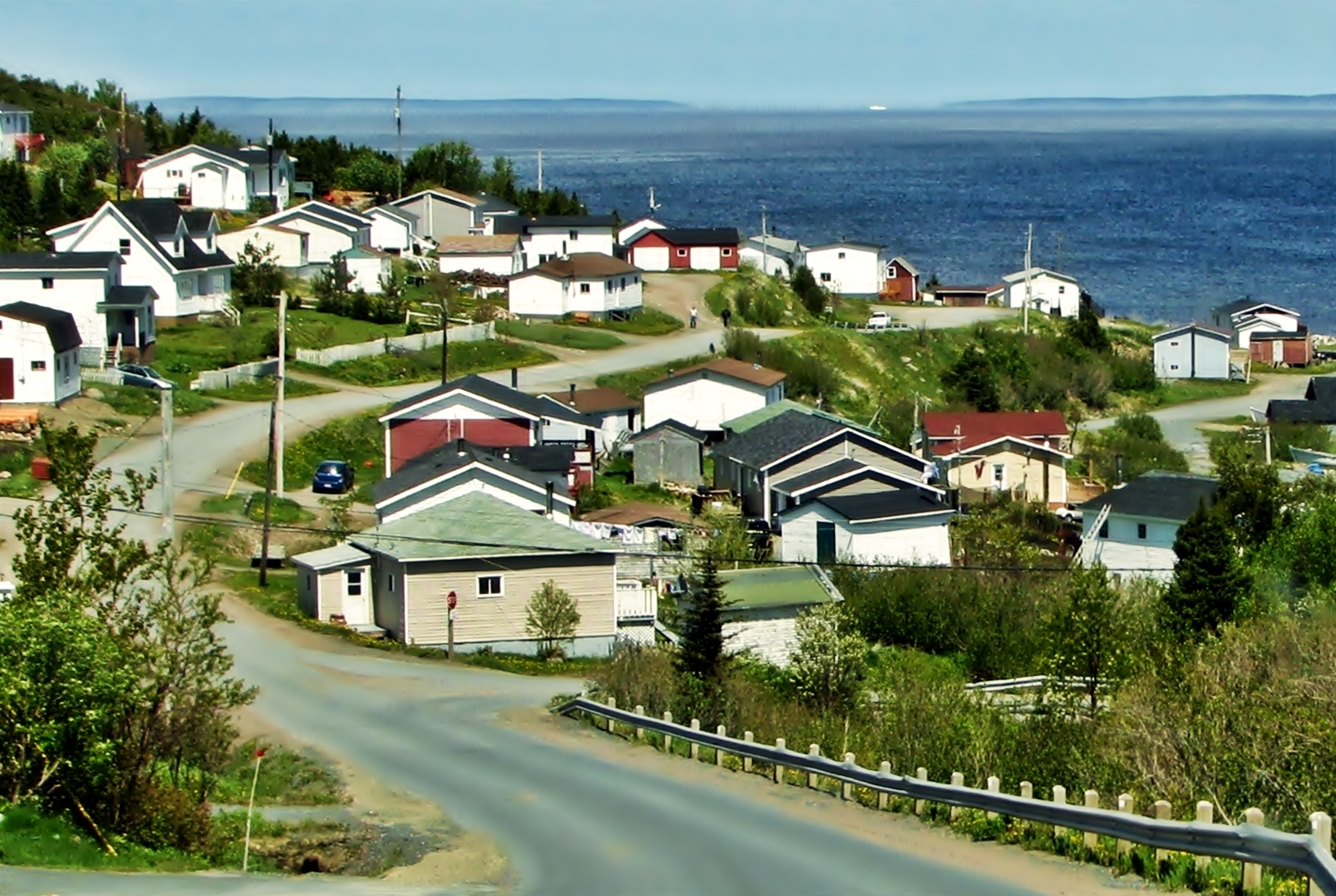
Город Бе-Верт
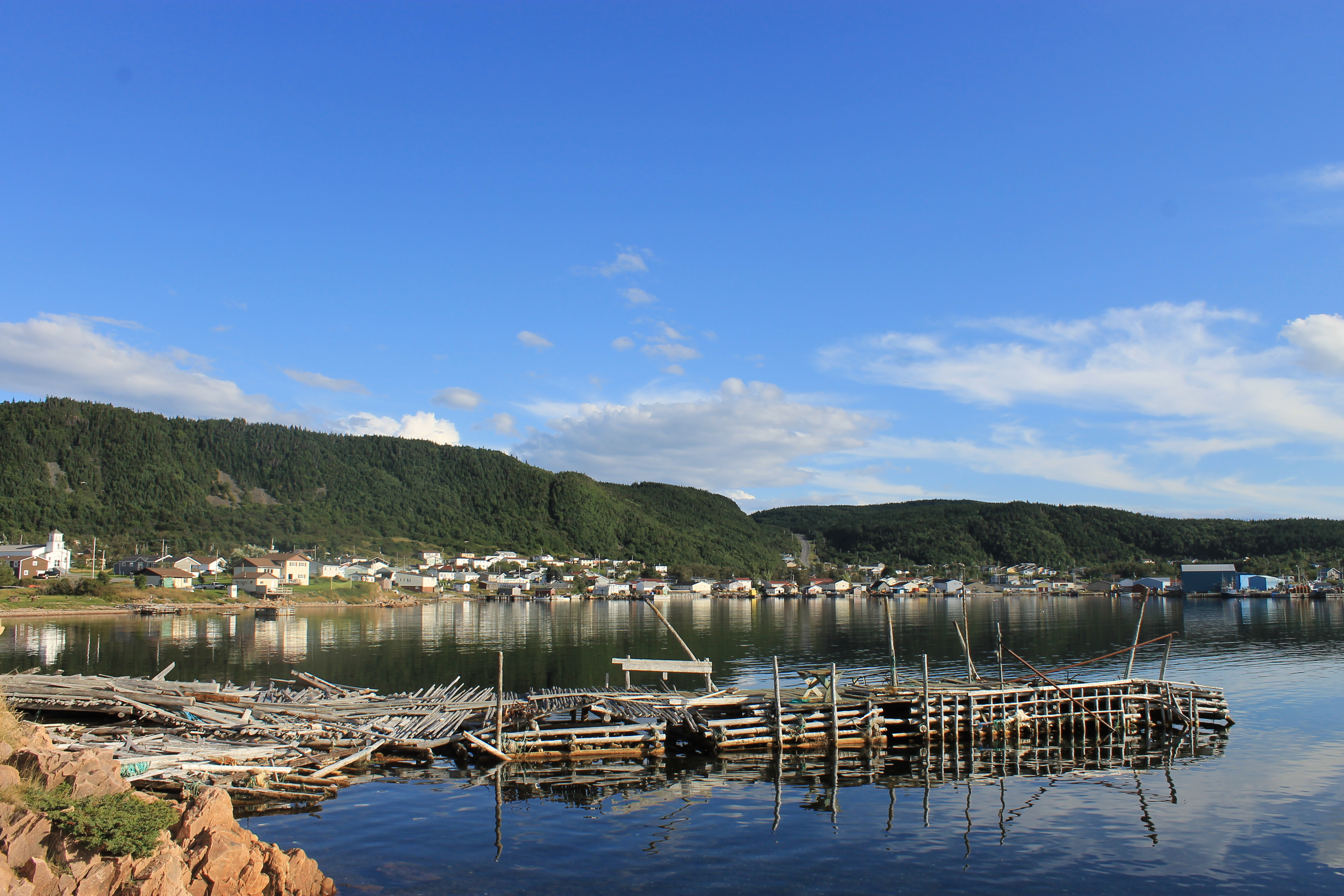
Ла-Си
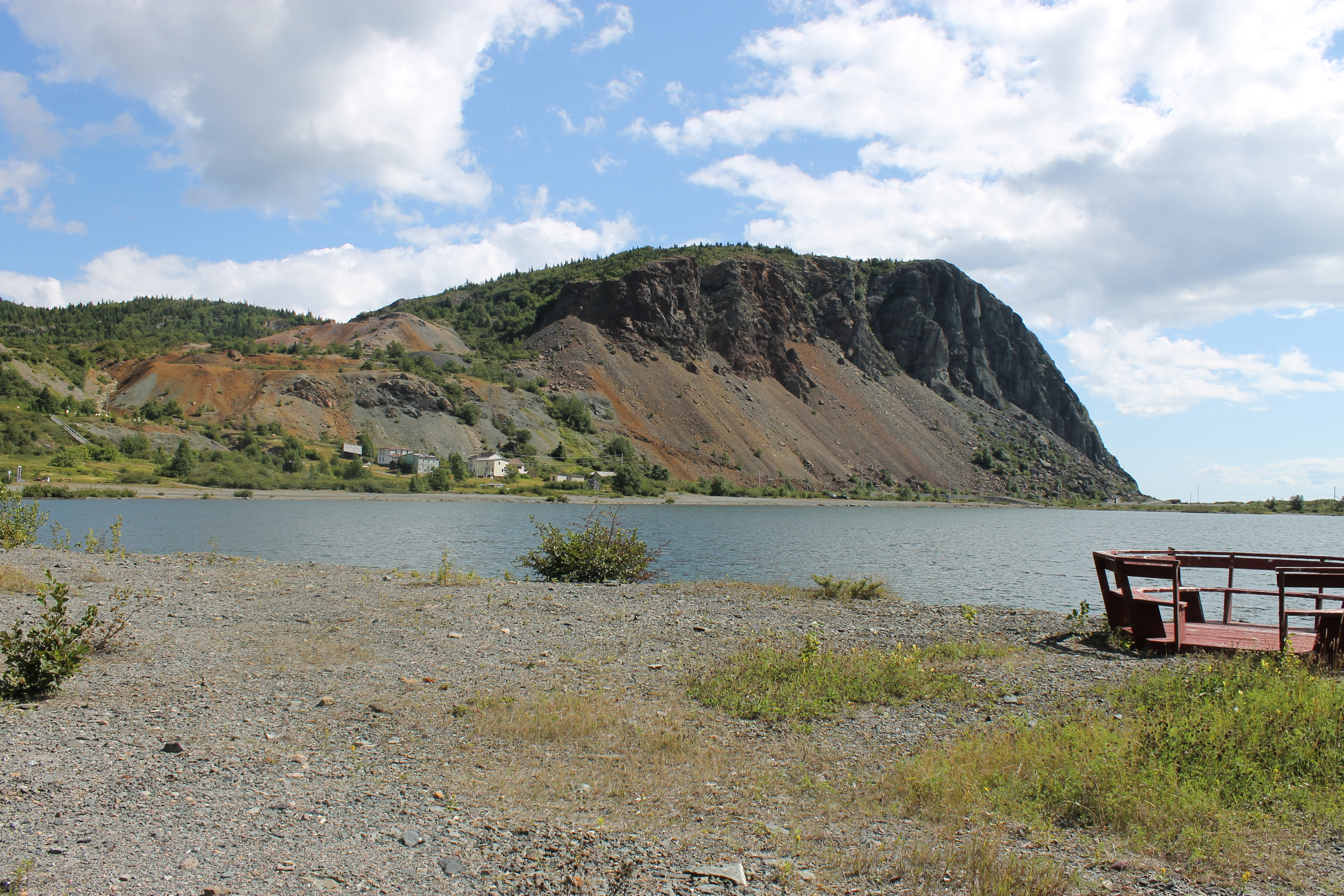
Тилт-Ков у залива Нотр-Дам